# Marzec 2023

## 31 marca
- 11 osób zginęło w wyniku zadeptania przez tłum, który zebrał się, aby zbierać żywność przed fabryką w Karaczi w Pakistanie[1].
- Włoski Urząd Ochrony Danych zablokował ChatGPT za rzekome naruszenie zasad ochrony danych i brak weryfikacji, czy jego użytkownicy mają co najmniej 13 lat[2].

## 30 marca
- 14 górników zginęło, a dziesiątki zostało rannych w wyniku zawalenia się kopalni w północnym Sudanie[3].

## 29 marca
- 31 osób zginęło, a ponad 200 zostało uratowanych po pożarze promu w pobliżu wyspy w prowincji Basilan na Filipinach. Wciąż było zaginionych co najmniej siedem osób[4].

## 27 marca
- 20 osób zginęło, a ok. 29 zostało rannych w wyniku wypadku i przewróceniu się autobusu w prowincji Asir w Arabii Saudyjskiej[5].
- 11 osób zginęło w pożarze magazynu w hrabstwie Cang w Hebei w Chinach[6].
- Naukowcy odkryli próbki wody księżycowej w maleńkich szklanych koralikach z Księżyca w badaniach opublikowanych w czasopiśmie Nature Geoscience[7].
- Francja zakazuje korzystania z Instagrama, TikToka, Twittera i innych aplikacji na telefonach pracowników rządowych ze względu na obawy związane z niewystarczającymi środkami bezpieczeństwa danych[8].

## 26 marca
- Prezydent USA Joe Biden zatwierdził stan wyjątkowy dla stanu Mississippi po burzy, która zabiła co najmniej 26 osób i spowodowała znaczne szkody oraz przyznał pomoc federalną dotkniętym obszarom stanu, w tym hrabstwom Carroll, Humphreys, Monroe i Sharkey[9].

## 25 marca
- Prezydent Władimir Putin zapowiedział, że do lipca 2023 roku Rosja rozmieści na Białorusi taktyczną broń jądrową. Rakiety nuklearne będą obsługiwane przez siły rosyjskie[10][11].
- Duża asteroida 2023 DZ2 zbliżyła się do Ziemi i Księżyca[12].

## 17 marca
- Prezydent Recep Tayyip Erdoğan zapowiedział, że Turcja rozpocznie proces ratyfikacji członkostwa Finlandii w NATO, jednak bez Szwecji, którą Turcja oskarża o wspieranie PKK[13].
- W Amsterdamie zmarła Dubravka Ugrešić, chorwacka pisarka i eseistka[14].
- Międzynarodowy Trybunał Karny wydał nakaz aresztowania prezydenta Rosji Władimira Putina oraz pełnomocnika ds. praw dziecka w Rosji Marii Lwowej-Biełowej, w związku z podejrzeniem o popełnienie zbrodni wojennych polegających na bezprawnych deportacjach dzieci z okupowanych terenów Ukrainy do Rosji[15][16].

## 16 marca
- Liczba ofiar śmiertelnych cyklonu Freddy wzrosła do ponad 300 osób, przy czym większość zgonów miało miejsce w Malawi[17].
- Libijska Armia Narodowa stwierdziła, że znalazła ok. 2,5 tony rudy uranu zawartej w 10 beczkach, w pobliżu granicy z Czadem, o której zaginięciu poinformowała Międzynarodowa Agencja Energii Atomowej[18].
- Parlament Mołdawii zatwierdził ustawę, która formalnie uznaje język rumuński za język urzędowy kraju[19].

## 15 marca
- Liczba ofiar śmiertelnych cyklonu Freddy w Malawi wzrosła do 225 osób, głównie w mieście Blantyre[20].
- 21 osób zginęło w wyniku wybuchu w kopalni węgla w Sutatausy w Kolumbii[21].
- 12 osób w Şanlıurfa i dwie w Adıyaman w Turcji zginęło w powodziach spowodowanych ulewnymi deszczami[22].

## 14 marca
- Liczba ofiar śmiertelnych po osunięciu się ziemi w Serasan w Indonezji wzrosła do 50 osób[23].
- Myśliwce Su-27 rosyjskich sił powietrznych „przechwytują i uderzają” drona Sił Powietrznych Stanów Zjednoczonych MQ-9 Reaper nad Morzem Czarnym, przy czym zderzenie uszkadza śmigło maszyny i powoduje, że Stany Zjednoczone rozbijają drona na wodach międzynarodowych[24][25].
- OpenAI wprowadza GPT-4, duży model językowy nowej generacji dla chatbota ChatGPT. Nowy model może reagować na obrazy i ma zdolność przetwarzania do 25 tys. słów[26].

## 13 marca
- Cyklon Freddy zabił co najmniej 100 osób w Malawi, w tym 85 osób w Blantyre. Według WMO jest to najdłużej żyjący cyklon tropikalny w historii, który powstał 4 lutego[27].
- 34 osoby zginęły po zatonięciu łodzi przewożącej migrantów z Madagaskaru na wyspę Majotta[28].

## 12 marca
- Co najmniej 22 osoby zginęły, a dwie inne uznano za zaginione po tym, jak łódź płynąca na Majottę wywróciła się u wybrzeży Madagaskaru[29].
- 19 osób zostało zabitych przez islamistycznych powstańców w Kirindera, w Kiwu Północnym w Demokratycznej Republice Konga[30].
- 95. ceremonia wręczenia Oscarów: Na tegorocznym rozdaniu Oscarów film  Wszystko wszędzie naraz zdobył siedem nagród, w tym dla najlepszej aktorki, najlepszego aktora drugoplanowego, najlepszego scenariusza oryginalnego, najlepszego reżysera i najlepszego filmu[31].

## 11 marca
- 16 osób zostało zabitych przez napastników z ludu Fulbe na policyjnym punkcie kontrolnym w Zangon Kataf w stanie Kaduna w Nigerii[32].
- W wyniku erupcji wulkanu Merapi w Indonezji Osiem wiosek zostało pokrytych pyłem wulkanicznym[33].

## 10 marca
- W wieku 74 lat zmarł Janusz Weiss, dziennikarz, prezenter radiowy i telewizyjny, współtwórca Radia Zet[34].

## 9 marca
- Co najmniej 25 osób zginęło, gdy napastnicy z Boko Haram zaatakowali wioskę rybacką w Dikwa, Borno, Nigeria[35].
- 11 osób zginęło, a cztery zostały ranne podczas operacji odzyskania terytorium w północno-wschodniej części Burkina Faso[36].
- W Sali Królestwa Świadków Jehowy w Hamburgu uzbrojony napastnik zastrzelił sześć osób (sam popełnił samobójstwo), kilkoro osób zostało rannych[37].

## 8 marca
- 35 osób zostało zabitych przez islamskich bojowników w wiosce Mukondi w Kiwu Północnym w Demokratycznej Republice Konga[38].

## 7 marca
- Co najmniej 18 osób zginęło, a ponad 140 zostało rannych w wyniku eksplozji siedmiopiętrowego budynku handlowego w Gulistanie w Dhace w Bangladeszu[39].

## 6 marca
- 11 osób zginęło, a ok. 50 uznano za zaginione w wyniku osuwiska w regencji Natuna na wyspach Riau w Indonezji[40].
- Co najmniej dziewięciu policjantów zginęło, a 16 innych osób zostało rannych w dystrykcie Sibi w Beludżystanie w Pakistanie, kiedy separatystyczny zamachowiec-samobójca jadący na motocyklu uderzył w policyjny samochód[41].

## 5 marca
- Zakończyły się 37. Halowe Mistrzostwa Europy w Lekkoatletyce. Najwięcej złotych medali zdobyła reprezentacja Norwegii, zaś najwięcej medali ogółem – po siedem – reprezentacje Holandii i Polski. Miejscem zawodów był Stambuł[42].
- W Bakuriani w Gruzji zakończyły się 5. Mistrzostwa Świata w Narciarstwie Dowolnym i Snowboardingu, będące jednocześnie 19. mistrzostwami świata w narciarstwie dowolnym[43] oraz 15. mistrzostwami świata w snowboardingu[44].
- Najwięcej medali w zakończonych Mistrzostwach Świata w Narciarstwie Klasycznym 2023 zdobyła reprezentacja Norwegii. Zawody odbyły się w Planicy[45].

## 4 marca
- Inwazja Rosji na Ukrainę:

- Ciężkie walki uliczne toczyły się między wojskami rosyjskimi i ukraińskimi w Bachmucie w obwodzie donieckim. Zastępca prezydenta miasta Ołeksandr Marczenko stwierdził, że „żaden budynek” nie pozostał nietknięty przez walki, a miasto jest „prawie zniszczone”.

- Dziewięć osób, w tym gubernator Negros Oriental Roel Degamo, zostało zabitych przez nieznanych napastników w domu Degamo w Pamplonie na Filipinach. Dziewięć osób zostało rannych[47].

## 3 marca
- 17 osób zginęło, a 50 zostało rannych w pożarze stacji paliw w Koja w Dżakarcie w Indonezji[48].
- Co najmniej 12 osób zginęło w wybuchu rurociągu w Emohua w stanie Rivers w Nigerii[49].

## 2 marca
- Inwazja Rosji na Ukrainę:

- Rosja oskarżyła ukraińską grupę dywersyjną o napad na wsie Lubeczane i Suszany w obwodzie briańskim i wzięcie zakładników. Ukraina zarzuciła Rosji fałszywą „prowokację”.
- 1:40 czasu lokalnego rosyjska rakieta trafiła w pięciopiętrowy budynek mieszkalny w Zaporożu, w wyniku czego został on zniszczony. Co najmniej cztery osoby zginęły, a siedem zostało rannych, w tym trzy ciężko; uratowano 11 osób.

## 1 marca
- Parlament fiński przegłosował 184–7 formalne zatwierdzenie przystąpienia kraju do NATO i przyjęcie dokumentów założycielskich sojuszu wojskowego. Węgry i Turcja nie zatwierdziły jeszcze członkostwa Finlandii[53].
- Rumuński premier Nicolae Ciucă ujawnił kierowanego przez sztuczną inteligencję „doradcę honorowego” o imieniu Ion, który dokona syntezy zgłoszeń Rumunów dotyczących ich „opinii i pragnień”. Ciucă stwierdził, że dzięki temu Rumunia była pierwszym krajem na świecie, który miał doradcę rządu, sterowanego przez SI[54].